# ALARM (missile)
Pour les articles homonymes, voir Alarm.
ALARM, pour Air Launched Anti-Radiation Missile (missile antiradar aéroporté), est le nom d'un missile antiradar britannique conçu principalement pour éliminer la lourde menace représentée par les défenses antiaériennes ennemies (SEAD : Suppression of Enemy Air Defence).

## Historique
Le Ministère de la Défense britannique reçut plusieurs offres, en 1982, concernant un nouveau modèle de missile antiradar : British Aerospace Dynamics proposait l'ALARM, tandis que l'américain Texas Instruments, en collaboration avec Lucas Aerospace, proposait son AGM-88 HARM.
Le secrétaire de la défense Michael Heseltine annonça, le 29 juillet 1983, que la candidature de l'ALARM avait été retenue, et la commande initiale porta sur un total de 750 missiles pour la RAF,. Le procédé de sélection fut sujet à de nombreuses controverses, et la bataille entre les deux entreprises fut amère. Au sein même du royaume, de nombreuses oppositions se firent ressentir : le gouvernement avait en effet choisi de favoriser une industrie locale, alors que la trésorerie envisageait plus sérieusement l'achat des missiles HARM, bien moins chers et dont la fiabilité n'était plus à prouver,.   
Début 1986, BAe reconnut que la firme Royal Ordnance rencontrait des difficultés à fournir le moteur du missile, nommé Nuthatch, et commença à envisager des alternatives. La mise au point d'un moteur dont la poussée au cours du vol serait allumée, interrompue puis rallumée, était complexe. En juillet 1987, BAe, devenu propriétaire de Royal Ordnance, remplaça le moteur Nuthatch par un modèle à moindre risque conçu par la société Bayern-Chemie. Le contrat de 200 millions de Livres sterling de la BAe pour le missile fut renégocié, avec un prix en hausse à 400 millions de Livres sterling et une date de livraison repoussée de 1988 à 1990. Les essais sont terminés en octobre 1990 et il est mis en œuvre dans la guerre du Golfe en janvier 1991 par la RAF.
Cette munition n'a qu'un seul autre utilisateur, l'Arabie Saoudite, qui a acheté 250 missiles en 1991. Ils ont tous été livrés en 1998 à la Force aérienne royale saoudienne.
Cette arme est retirée de l'inventaire de la RAF en décembre 2013

## Caractéristiques
L'ALARM est un missile de type Tire et oublie, doté également d'une capacité à « flâner » (Loiter mode).

En mode tir direct, le missile fonce sur sa cible en utilisant les capteurs de son antenne radar passive, comme tout missile antiradar classique. En mode tir indirect, il grimpe en flèche à une altitude d'environ 13 000 m juste après avoir été largué, altitude à partir de laquelle il déploie un parachute et se laisse descendre doucement à la recherche d'une cible.
Grâce à son autodirecteur à antenne radar passive très résistante aux contremesures, le missile repère les émissions radar dès qu'une station radar allume son émetteur. Il les analyse en les comparant à une base de données préprogrammées afin de déterminer si elle constitue une cible convenable. Si c'est le cas, le parachute est largué et une deuxième fusée s'allume pour faire plonger le missile sur elle, la détruisant grâce aux 18 kg d'explosif puissant de la charge militaire MBB à fragmentation. L'autodirecteur a été remplacé à partir de 2001 par un modèle UK MoD SR(A)-1247.
Des données précises concernant le type de signal à trouver sont entrées dans la mémoire du missile, avant le vol. Cela peut également être effectué directement en vol par l'avion porteur s'il est compatible avec le missile, via le bus de données MIL-STD-1553B.

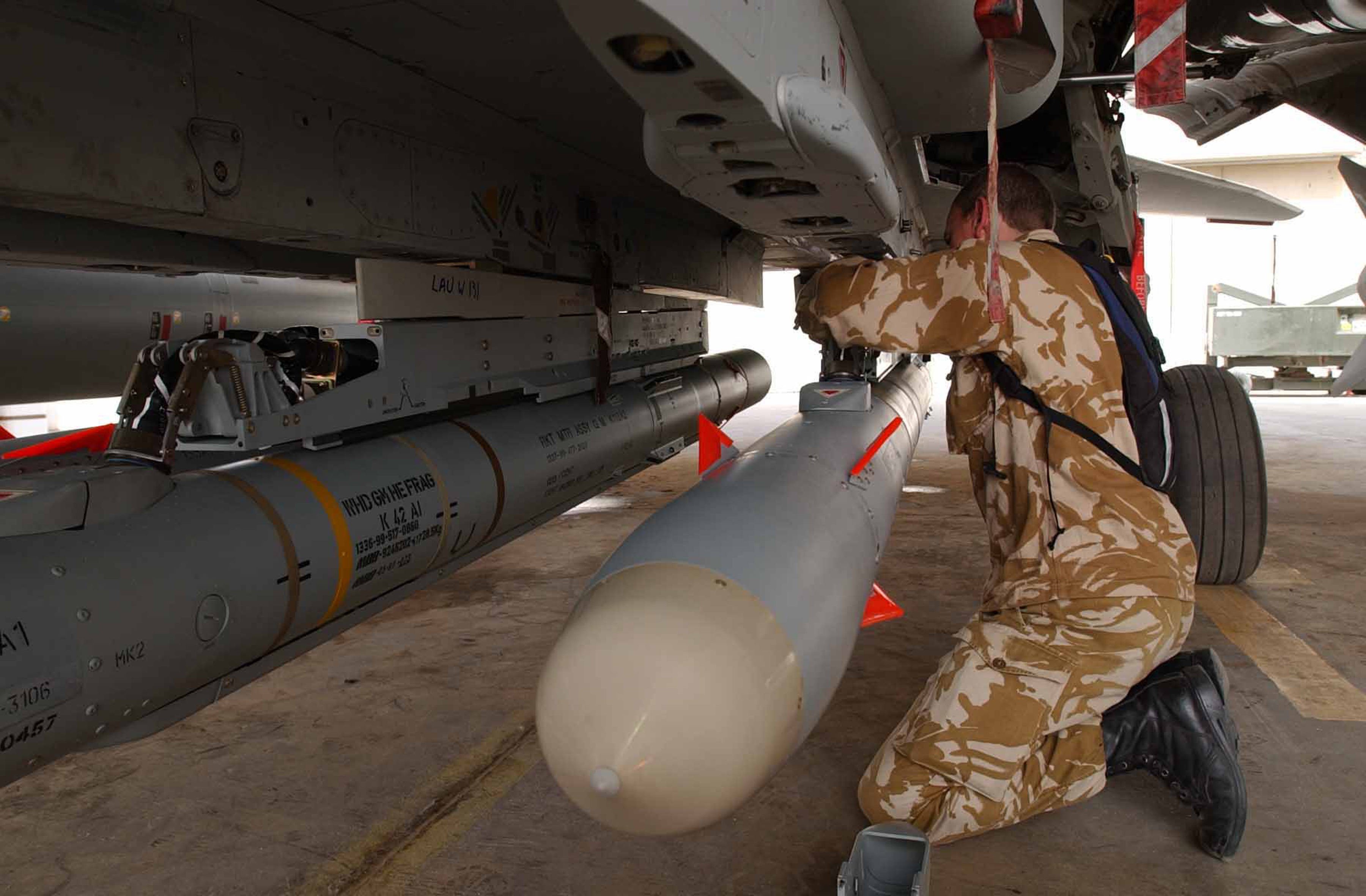
Un missile ALARM est accroché à un Tornado GR.4, dans une base aérienne du Golfe. Koweït, 21 mars 2003.

## Carrière opérationnelle
Le missile ALARM a été utilisé dans au moins cinq conflits majeurs :
- Guerre du Golfe (1990-1991) : 121 missiles furent utilisés par 9 Tornado GR 1 basés sur l'aéroport régional de Tabuk[9].
- Guerre du Kosovo : 6 missiles furent utilisés[12],[13].
- Invasion de l'Irak en 2003
- Intervention militaire de 2011 en Libye
- Intervention saoudienne au Yémen à partir de 2015[14]

## Utilisateurs
Royaume-Uni
Utilisé par la Royal Air Force (RAF), principalement sur Tornado GR.4. Le Tornado F.3 fut prêt juste à temps pour l'invasion de l'Irak de 2003, où il prit pour l'occasion la désignation de « Tornado EF3 ». Le missile est retiré du service fin 2013, et la flotte de Tornado l'est en 2019.
Il fut également testé sur d'autres appareils, tels que le SEPECAT Jaguar. En raison de sa masse  relativement importante, il ne peut pas équiper toute la flotte d'appareils de la RAF. Une utilisation par l'Eurofighter fut envisagée un temps puis abandonnée.
 Arabie saoudite
Utilisé par la force aérienne royale saoudienne.

## Dans les jeux vidéo
L'ALARM a inspiré le jeu de simulation Tornado, sorti en 1993. Les deux modes de tir sont possibles et la modélisation du comportement du missile y est plutôt réaliste. En mode tir indirect, le joueur voit son missile grimper à la verticale et déployer son parachute avant de redescendre en plongeant sur sa cible. En mode tir direct, la portée du missile est d'environ 10 N m et on ne peut engager qu'une seule cible à la fois.
L'ALARM est aussi disponible dans le jeu vidéo « EF2000 », sorti en 1995 sous DOS, et sa version pour Windows « Super EF2000 ». Les deux modes de tir sont également disponibles. L'avenir décidera finalement que le « vrai » EF2000 (l'Eurofighter Typhoon) n'emportera pas ce missile.
L'ALARM est également présent dans le RTS "Wargame: Red Dragon", employé depuis le Sea Harrier FA.2. L'emploi y est schématique et uniquement en tir direct, sans le mode "rôdeur".